# Schloss Uffenheim
Das Schloss Uffenheim ist ein Schloss in Uffenheim, im mittelfränkischen Landkreis Neustadt an der Aisch-Bad Windsheim. Das Wasserschloss ist unter der Denkmalnummer D-5-75-168-59 als Baudenkmal in die Bayerische Denkmalliste eingetragen.

## Geografische Lage
Das Schloss Uffenheim befindet sich im Westen der gleichnamigen mittelfränkischen Stadt am Schlossplatz 1, Ecke Schweinemarkt und Rackenhof gegenüber dem Finanzamt. Das Schloss liegt auf 322 m. ü. NHN.

## Beschreibung
Das Schloss ist eine Vierflügelanlage mit rechteckigem Innenhof. Es ist im barocken Baustil nach einem Umbau nach Plänen von Johann David Steingruber und Leopoldo Retti in den Jahren 1737 bis 1752 errichtet worden. Im Kern ist die Anlage jedoch wesentlich älter und reicht zurück ins Mittelalter. Untersuchungen, die im Zusammenhang mit dem Neubau des Finanzamtes durchgeführt wurden, ergaben nicht nur Hinweise auf die Verteilung mittelalterlicher Siedlungsaktivitäten über das Stadtgebiet, sondern vor allem den Nachweis eines frühen Siedlungskernes am Nordufer des Hainbaches im Bereich des heutigen Schweinemarktes spätestens aus dem 7. Jahrhundert. Ferner brachten die Untersuchungen Hinweise auf eine ältere Stadtmauer im unteren Bereich der Schlossstraße. Die südliche Begrenzungsmauer des Schlossgrabens konnte auf das 12./13. Jh. datiert werden und lieferte erstmals einen Hinweis auf ein höheres Alter der Vorgängerburg. In den Kellern des Schlosses wurde bei Forschungen in den Jahren 2001 bis 2009 und einer zusätzlichen Sondierungsmaßnahme 2016 eine 8,5 × 13 m große Steinkirche mit halbrunder Apsis im Osten entdeckt, deren Außenmauern teilweise noch bis zu zwei Meter hoch erhalten sind. Auch Reste eines Altarblocks wurden gefunden. Sowohl die Mauertechnik als auch C14-Proben aus mehreren Bereichen lassen mit großer Wahrscheinlichkeit darauf schließen, dass unmittelbar neben dem heutigen Schlosstor eine Kapelle des 11. Jahrhunderts vermauert erhalten ist. Die ergrabene ehemalige Kapelle wurde durch eine Tür in der Nordfassade im Mittelrisalit nachträglich zugänglich gemacht.
Der Innenhof der eigentlichen Vierflügelanlage ist mit einem modernen Glasdach überdacht. Der Hauptbau besteht aus dreigeschossigen Walmdachbauten, die auf einem hohen Bruchsteinsockel aufgesetzt sind. Die Fassaden sind dezent mit flachen Risaliten und Putzgliederungen verziert. Teils sind diese massiv, teils aus Fachwerk. Im Westen der Anlage befindet sich der Zugang zum Inneren des Schlosses. Betreten wird es durch einen zweigeschossigen Torturm aus der zweiten Hälfte des 15. Jahrhunderts, mit Walmdach und ebenfalls Putzgliederung und Ecklisenen. Die Tordurchfahrt geht durch einen gotischen Torbogen aus Sandsteinquadern. Südlich davon wurde in der Zeit von 1575 bis 1600 ein zweigeschossiger Satteldachbau mit Putzgliederung angebaut, wodurch sich ein zweiter schmaler und langer Innenhof mit Arkaden ausbildete, in dem am Ende ein Verbindungsgebäude zwischen Vierflügelanlage und südlichem Gebäude errichtet wurde. Der Burggraben wurde im 18. und frühen 19. Jahrhundert verfüllt und in einen Garten umgestaltet.

## Geschichte

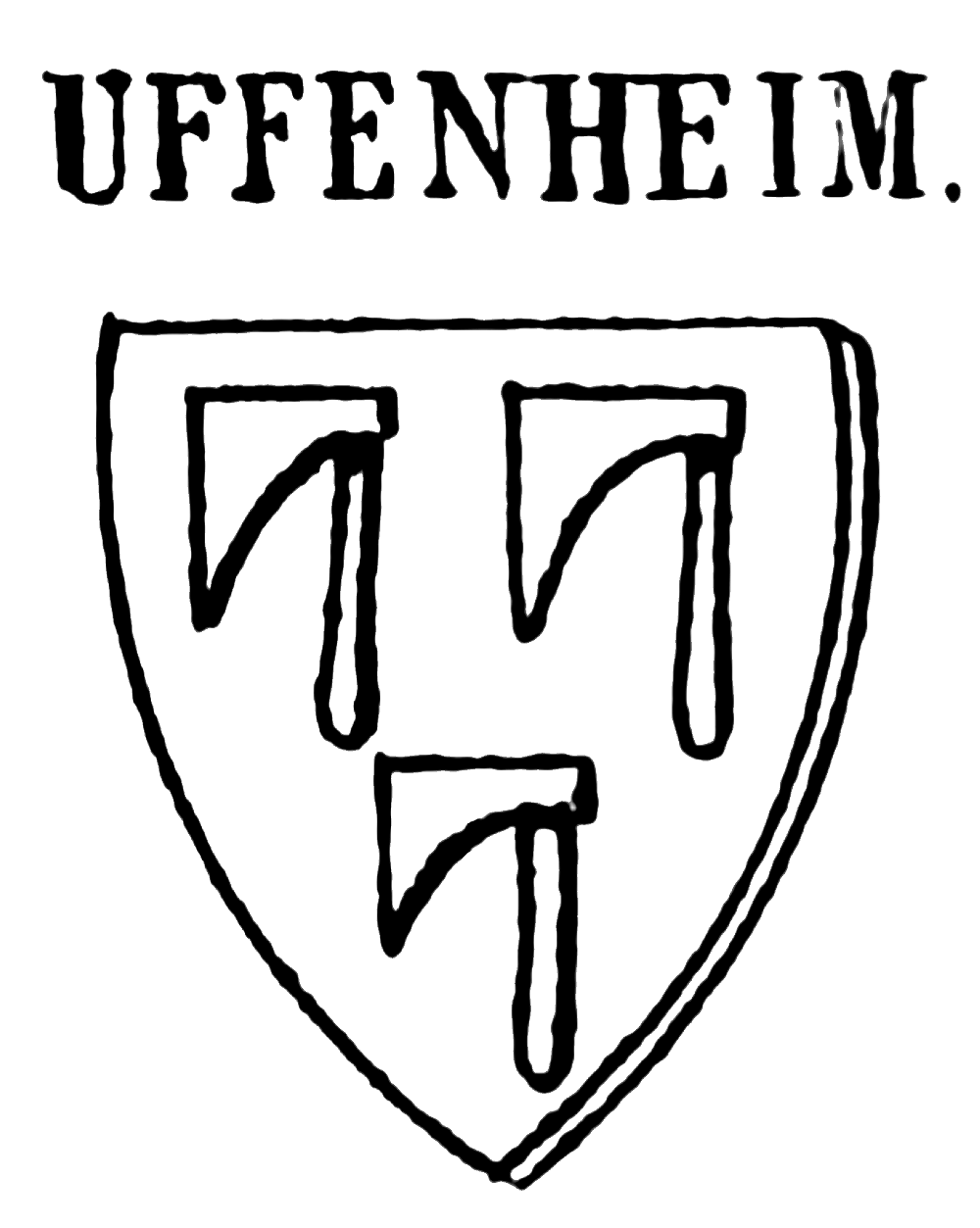
Wappen derer von Uffenheim in Siebmachers Wappenbüchern

Ein Geschlecht, welches sich nach Uffenheim benannte, wird urkundlich erstmals im Jahre 1103 nachweisbar. Dabei überließ Ritter Diemar von Röttingen all sein Eigentum dem Kloster Hirsau. Unter den Zeugen sind dabei auch die Herren von Uffenheim - „Burckart de Vffenheim et duo filii eius Heinrich et Gumprecht de Buchenbach“ – Burckart von Uffenheim und seine beiden Söhne Heinrich und Gumprecht von Buchenbach. Das Geschlecht derer von Uffenheim war wahrscheinlich hier und nicht im nahegelegenen Schlösslesbuck beheimatet wie teilweise vermutet wird. Sie sind bis Ende des 13. Jahrhunderts urkundlich unter diesem Namen nachweisbar. Wohl letzter Vertreter dieses Geschlechts unter diesem Namen war Arnold von Uffenheim. Er wird letztmals 1290 erwähnt. Danach ging die Burg an die Herren von Hohenlohe. Bei den 1330 genannten Herrn Erkenger und Fritzen von Uffenheim dürfte es sich um Burgmannen der Herren von Hohenlohe handeln die wohl nicht mit den Uffenheimern verwandt waren. Das Haus Hohenlohe verkaufte Stadt und Burg 1378 für 24000 Gulden an den Nürnberger Burggrafen Friedrich III. aus dem Haus Hohenzollern. 1462 brannte die Wasserburg nieder und wurde anschließend wieder aufgebaut und im 16. Jahrhundert erweitert. Auch die Markgrafen von Brandenburg-Ansbach nutzten Schloss Uffenheim als Residenz. Deren Wappen befindet sich an der Außenseite über der Tordurchfahrt. Später diente das Gebäude als Landgericht. Nach den Renovierungsarbeiten 2006 bezog das Finanzamt einen Teil des Schlosses.

## Fotogalerie

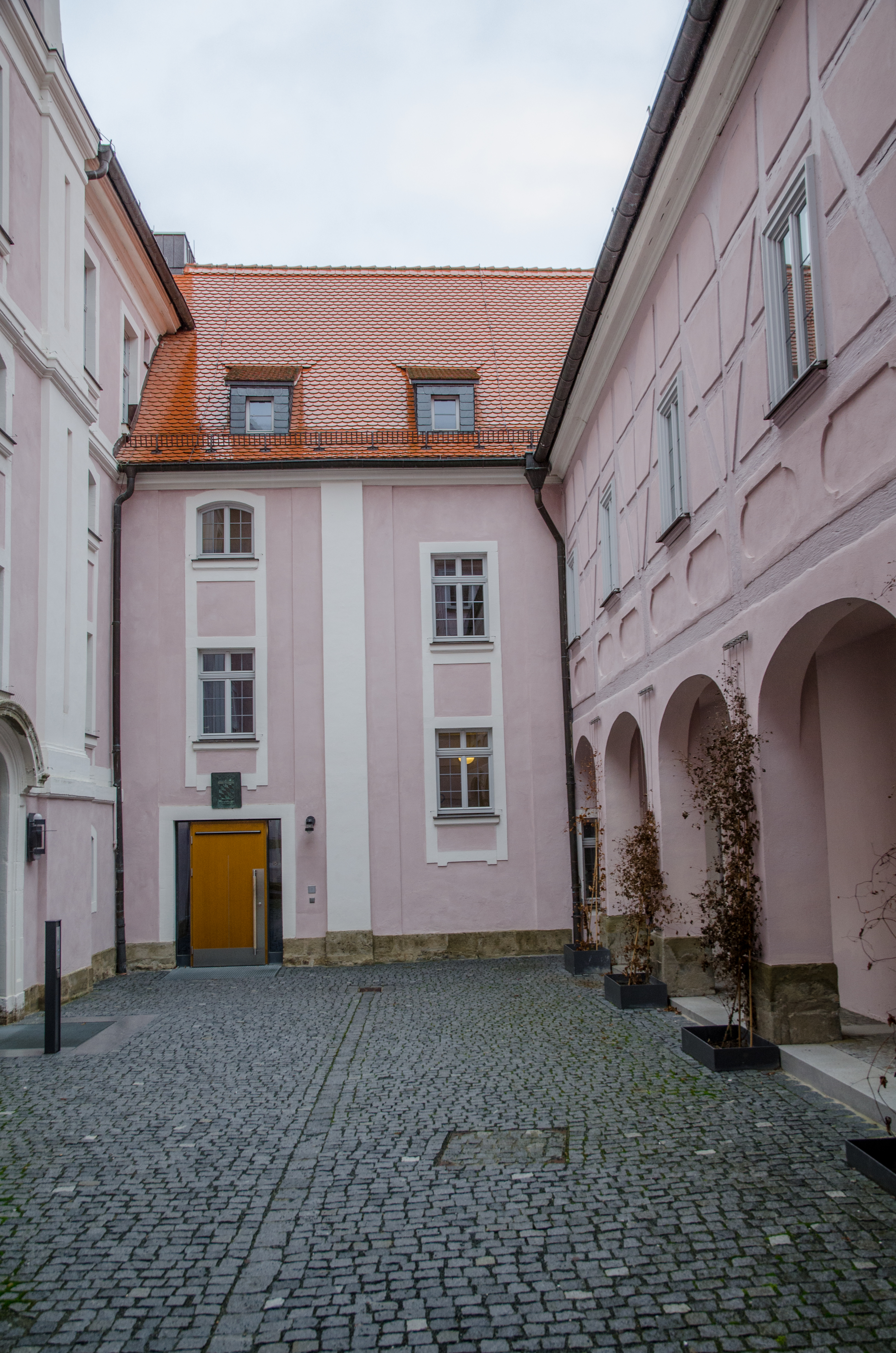
Innenhof rechts angebauter Südflügel mit Arkaden
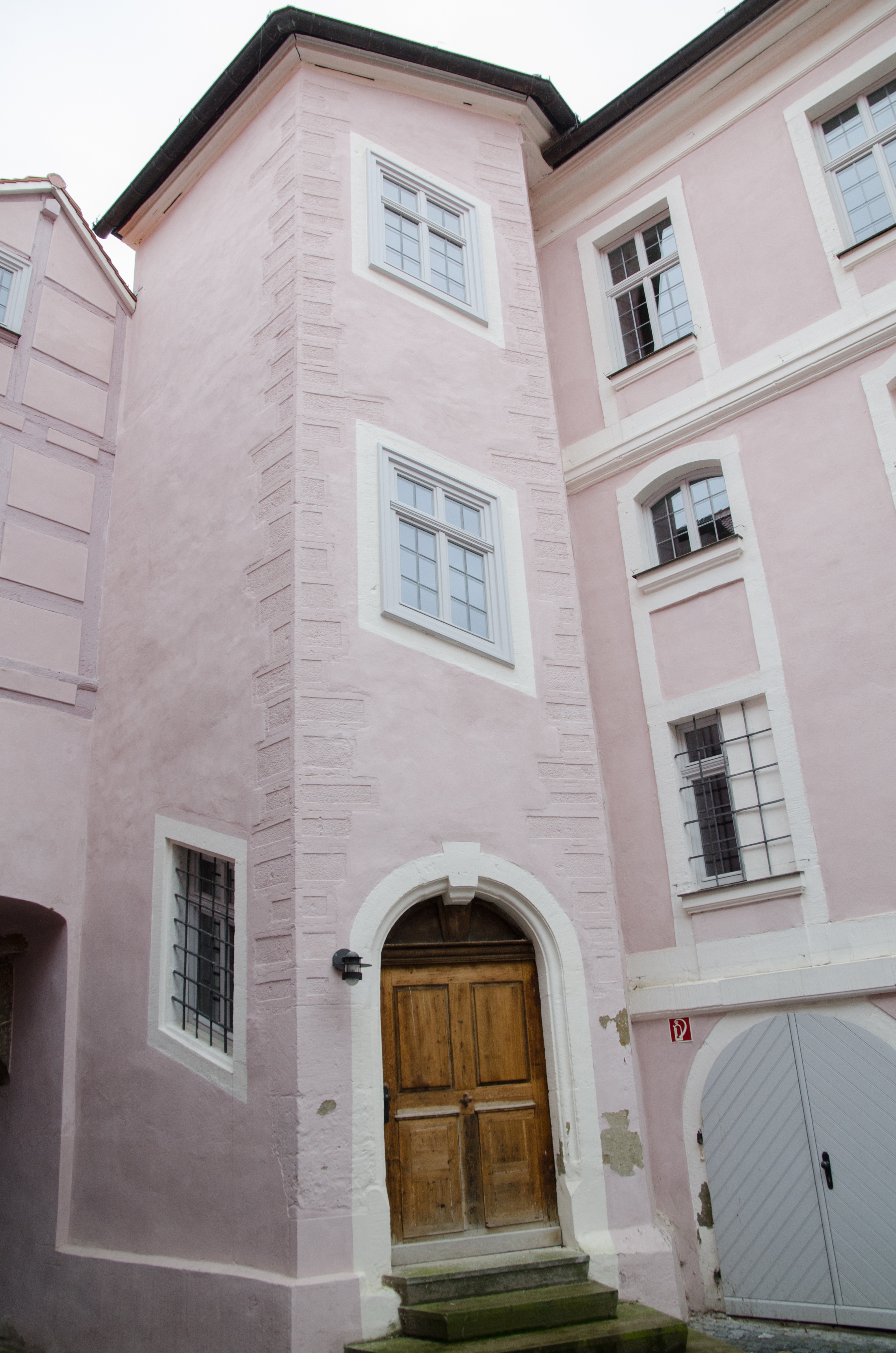
Barocker Treppenturm
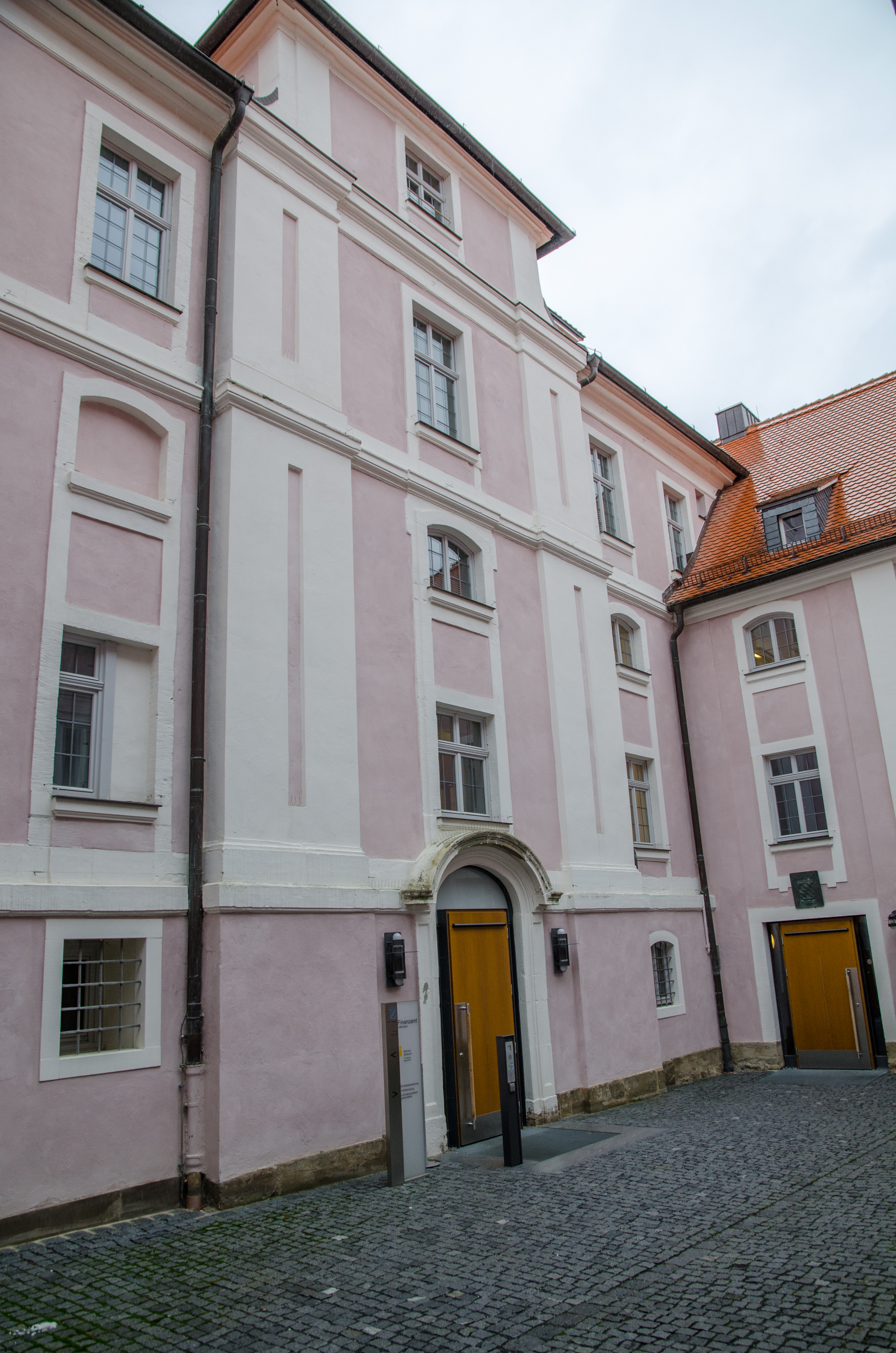
Südflügel der Vierflügelanlage mit Putzgliederung und Risalit
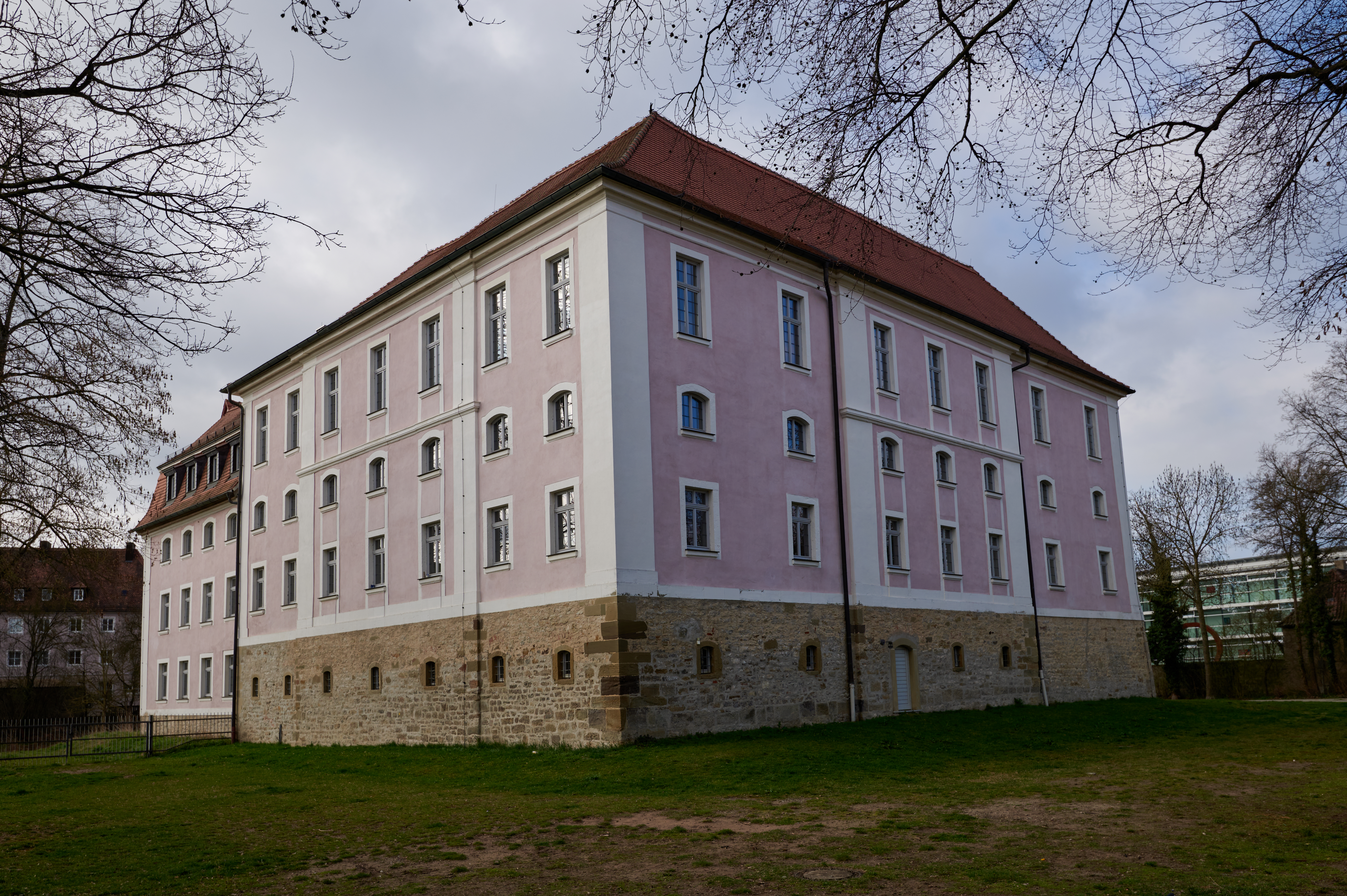
Schloss von Nord-Osten